# IC 5328
IC 5328 — галактика типу E4 у сузір'ї Фенікс.
Цей об'єкт міститься в оригінальній редакції індексного каталогу.